# Joris Demmink
Joris Demmink, né le 11 décembre 1947 à Laren (Hollande-Septentrionale), est un ancien haut fonctionnaire néerlandais. Il était secrétaire général du ministère de la Sécurité et de la Justice de 2002 à 2012. 

## Biographie
Demmink a étudié le droit à l'université de Leyde. Il était de 1982 jusqu'à sa retraite en 2012, employé par le ministère de la Justice. Avant de devenir secrétaire général, il était chef de la police, de la justice, directeur général et directeur général des affaires internationales et de l'immigration.

## Source de traduction
- (nl) Cet article est partiellement ou en totalité issu de l’article de Wikipédia en néerlandais intitulé « Joris Demmink » (voir la liste des auteurs).